# Tomas Alberio
Tomas Alberio (Bussolengo, Verona, 31 de març de 1989) és un ciclista italià. Combinà el ciclisme en pista, amb la carretera.

## Palmarès en pista
- 2008
  -  Campió d'Europa sub-23 en Madison (amb Elia Viviani)

## Palmarès en ruta
- 2007
  - 1r al Gran Premi dell'Arno
- 2009
  - 1r al Trofeu Edil C
  - 1r al Gran Premi Ezio del Rosso
- 2010
  - 1r al Gran Premi de la Indústria del marbre
  - 1r al Tour de Rio i vencedor de 2 etapes
  - 1r a la Piccola Sanremo